# Евтихий (папа римский)
Евти́хий или Евтихиа́н (лат. Eutychianus; ? — 7 декабря 283) — епископ Рима с 4 января 275 года по 7 декабря 283 года.

## Биография
Сведений о нём очень мало, даже дата его правления является неопределенной. Liber Pontificalis указывает период правления Евтихия царствование, продолжительностью в 8 лет и 11 месяцев, с 275 по 283 год. Евсевий Кесарийский, с другой стороны, говорит, что его правление продлилось всего 10 месяцев.
Его эпитафия была обнаружена в катакомбах Святого Каллиста.
Считается, что Евтихий составил чин благословения плодов, а также похоронил 324 мучеников своими руками. Некоторые историки сомневаются в этих данных, так как гонений на христиан не было после смерти Аврелиана в 275 году, а благословение плодов, как полагают, относится к более позднему периоду.
День памяти — 8 декабря.